# Termometru medical
Termometrele medicale sunt instrumente folosite pentru măsurarea temperaturii corpului uman. 
Tipologic, ele sunt astfel construite încât facilitează măsurarea temperaturii:
- prin introducere (parțială) în cavitatea bucală (gură) - măsurare orală a temperaturii -,
- prin punere la subsuoară (axilă) - măsurare axilară a temperaturii -, sau
- prin introducere în rect prin anus - măsurare rectală a temperaturii.

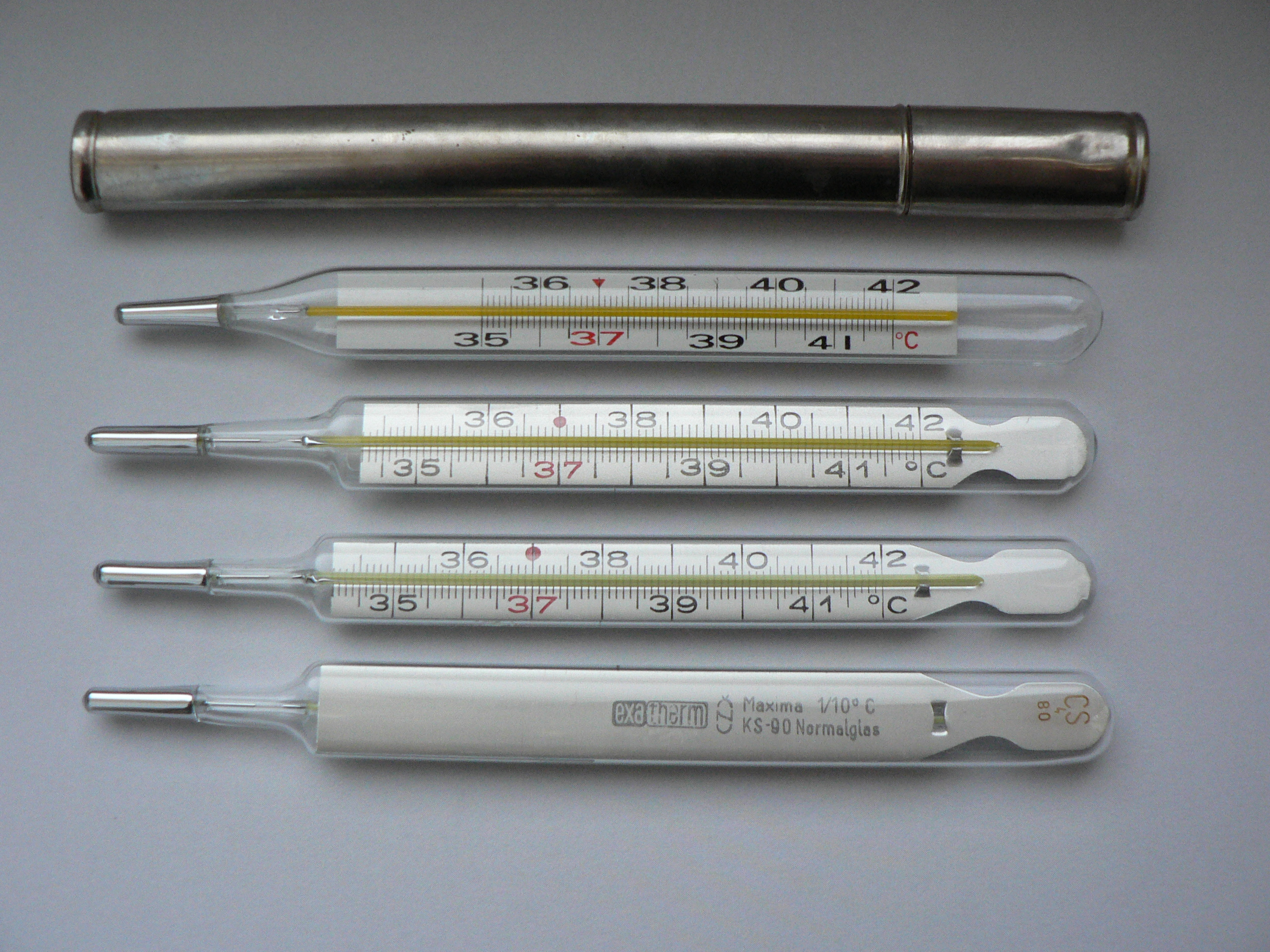
Termometru medical tradițional cu mercur

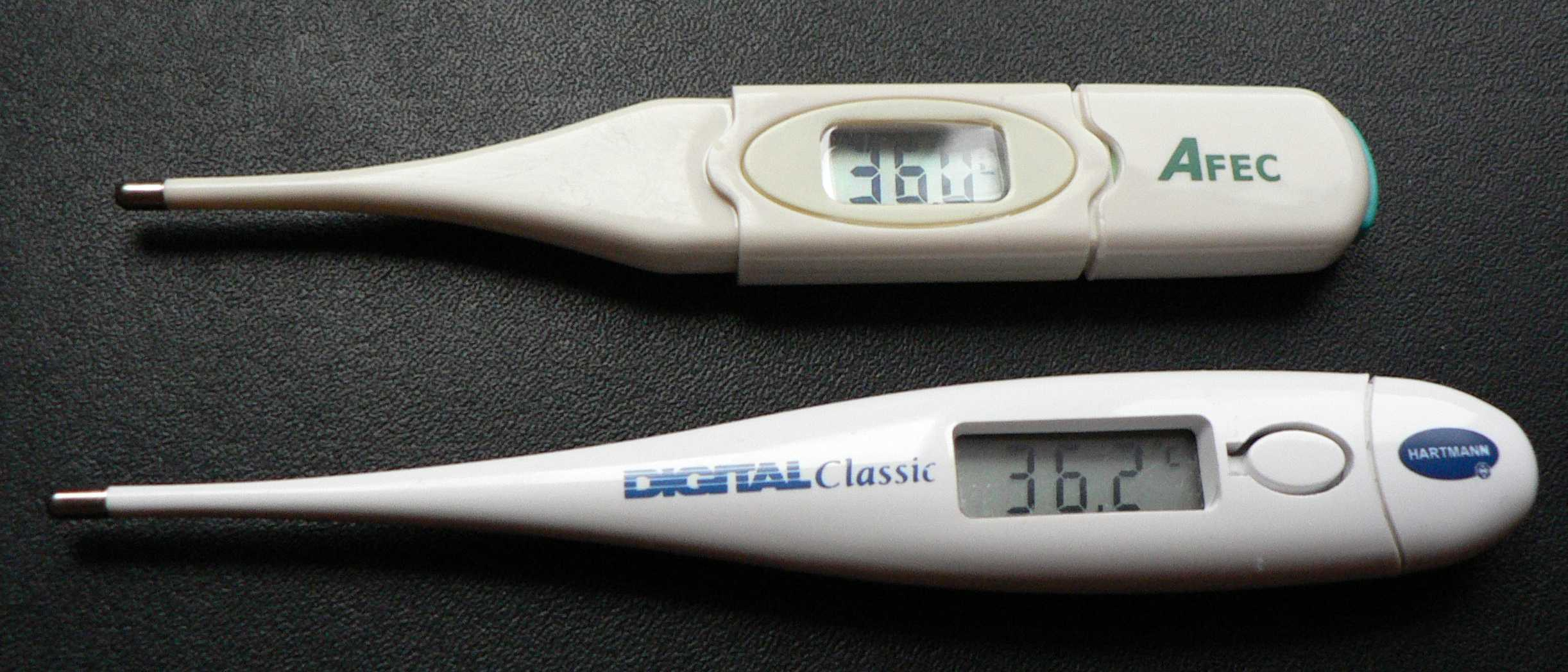
Termometru electronic

Termometrul tradițional este construit dintr-un tub de sticlă îngust (profil capilar) cu un bulb, care la capătul bulbului conțin lichid. Lichidul se poate extinde (dilata) uniform și corelat în funcție de creșterea temperaturii în mediul ambiant, și (cu oarecare inerție, întârziere) a termometrului propriu zis. Tubul de sticlă este gradat în lungul său cu diviziuni de grade (de temperatură) și zecimi (1/10 °C) de grad.
Lichid folosit(de obicei)-mercur 